# Richard John Meade

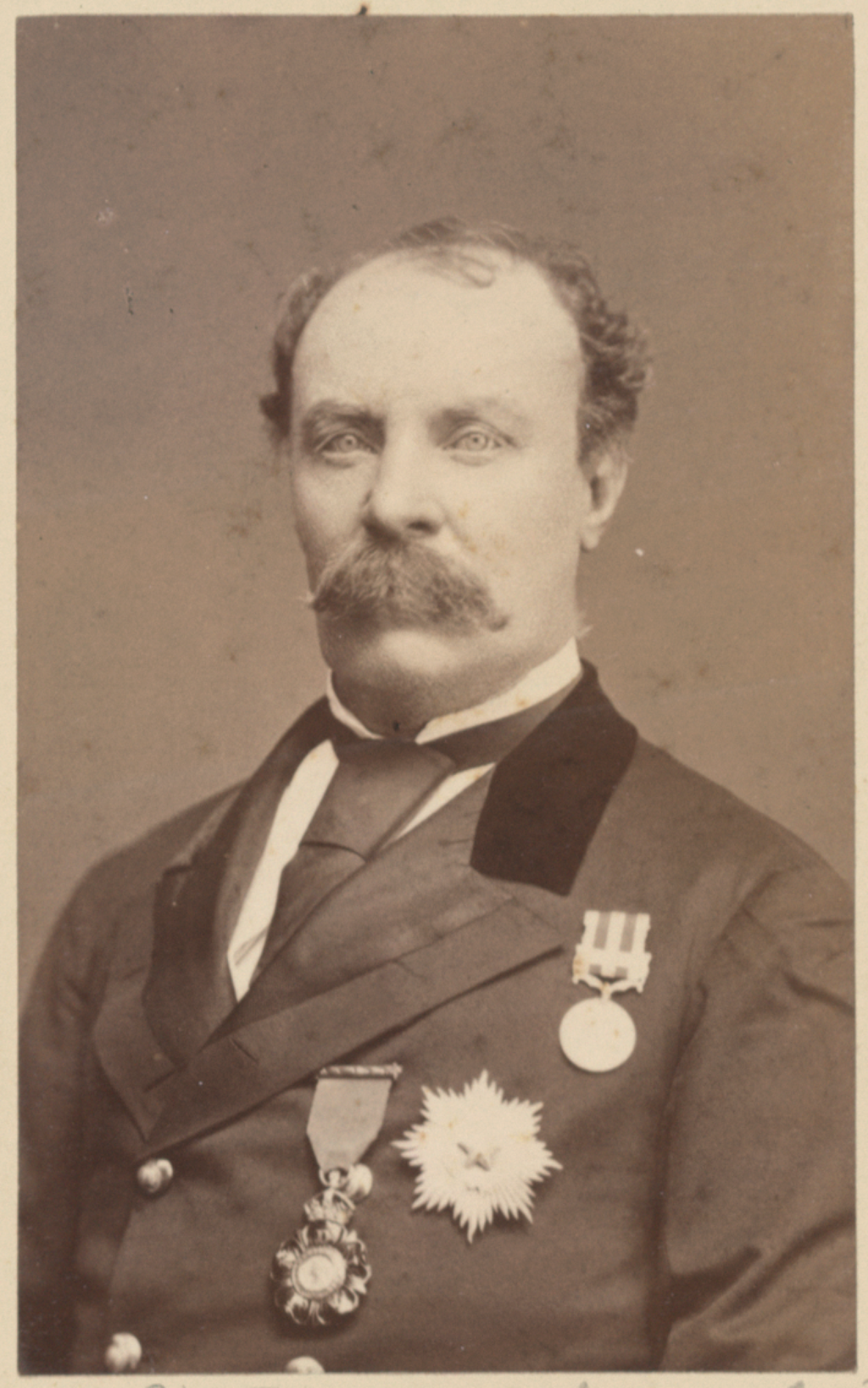

Richard John Meade (1821-1894) fue residente británico en el Estado principesco (con una teórica soberanía) indio de Hyderabad, en 1875-1881. 
Fue tutor y protector de Mahbub Ali Khan (1869-1911), el nizam (gobernante) menor de edad. 
El biógrafo de Meade, Thomas Henry Thornton (1832–1913), autor de El general sir Richard Meade y los estados vasallos del centro y sur de la India (1898), consideraba que este cargo era uno de los más desafiantes de la India, en términos políticos. 
Entre los logros de Meade, se destaca haber repelido los esfuerzos del primer ministro, Mir Turab Ali Khan, conocido como sir Sālār Jang (1829–1883; salar jang significa líder de guerra, de restablecer la autoridad de Hyderabad en la provincia vecina de Berar.